# Casa Cerdà (Alins)
La Casa Cerdà és una obra d'Alins (Pallars Sobirà) inclosa a l'Inventari del Patrimoni Arquitectònic de Catalunya.

## Descripció
Casa a quatre vents, de grans dimensions, amb ample façana arrebossada orientada a l'est en la paret mestra perpendicular al cavall i proveïda en els dos pisos alts de balconades de fusta adossades a un cos més sortit i protegides per l'ample ràfec de la coberta a dues vessants. La balconada del primer pis presenta balustres perfilats i la del pis superior amb balustres escairats. A la planta baixa destinada al bestiar, s'obre el portal de l'estable i petites finestres per a la ventilació amb llinda de fusta. La porta d'accés al pis superior és en un extrem. Als pisos alts a més de les eixides a les dues balconades hi ha altres finestres i balcons, quasi tots practicats en la façana per a rebre la major insolació possible.